# Stay Overnight
Pour les articles homonymes, voir Overnight.
Stay Overnight est le premier mini-Lp du groupe toulousain Surrenders, sorti en 1986 et produit par Robin Wills des Barracudas. Il se classa N°1 des charts radios du fanzine Going Loco (associé au magazine Nineteen) pendant l'été 1986.

## Titres
- Loaded Dice
- Heat is On
- Never, Never
- Every Day, Everynight
- Bummer in the Summer (Arthur Lee)

## Musiciens
- Michel Bonneval : guitare et chant
- François Labaye : guitare et chant
- Laurence Labasor : basse et chœurs
- Jean-Michel Daulon : batterie et chœurs
- Robin Wills : percussions et production